# Seynesiopeltis tetraplasandrae
Seynesiopeltis tetraplasandrae är en svampart som beskrevs av F. Stevens & R.W. Ryan 1925. Seynesiopeltis tetraplasandrae ingår i släktet Seynesiopeltis och familjen Microthyriaceae.   Inga underarter finns listade i Catalogue of Life.